# Xysticus nyingchiensis
Xysticus nyingchiensis là một loài nhện trong họ Thomisidae.
Loài này thuộc chi Xysticus. Xysticus nyingchiensis được miêu tả năm 1995 bởi Da-xiang Song & Zhu.